# Крестовоздвиженская церковь (Палех)
Храм во имя Воздвижения Честнаго Креста Господня (Крестовоздви́женский кафедральный собор) — православный храм, расположенный в посёлке городского типа Палех Палехского района Ивановской области. Построен в 1762—1774 годах в нарышкинском стиле на средства жителей Палеха и окрестных деревень мастером Егором Дубовым. В настоящее время храм относится к Палехскому благочинию Кинешемской епархии Ивановской митрополии Русской православной церкви.

## История
Построен в 1762—1774 годах в нарышкинском стиле на средства жителей Палеха и окрестных деревень мастером Егором Дубовым.
Вскоре после революционных событий 1917 года храм был закрыт, затем превращён в музей. Его последний настоятель, протоиерей Иоанн Рождественский (ныне прославленный в лике святых новомучеников) арестован и расстрелян в 1922 году.
В 1993 году храм был передан Русской православной церкви и стал подворьем Николо-Шартомского монастыря. В 2012 году перешёл в ведение Кинешемской епархии и получил статус кафедрального собора.

## Архитектура

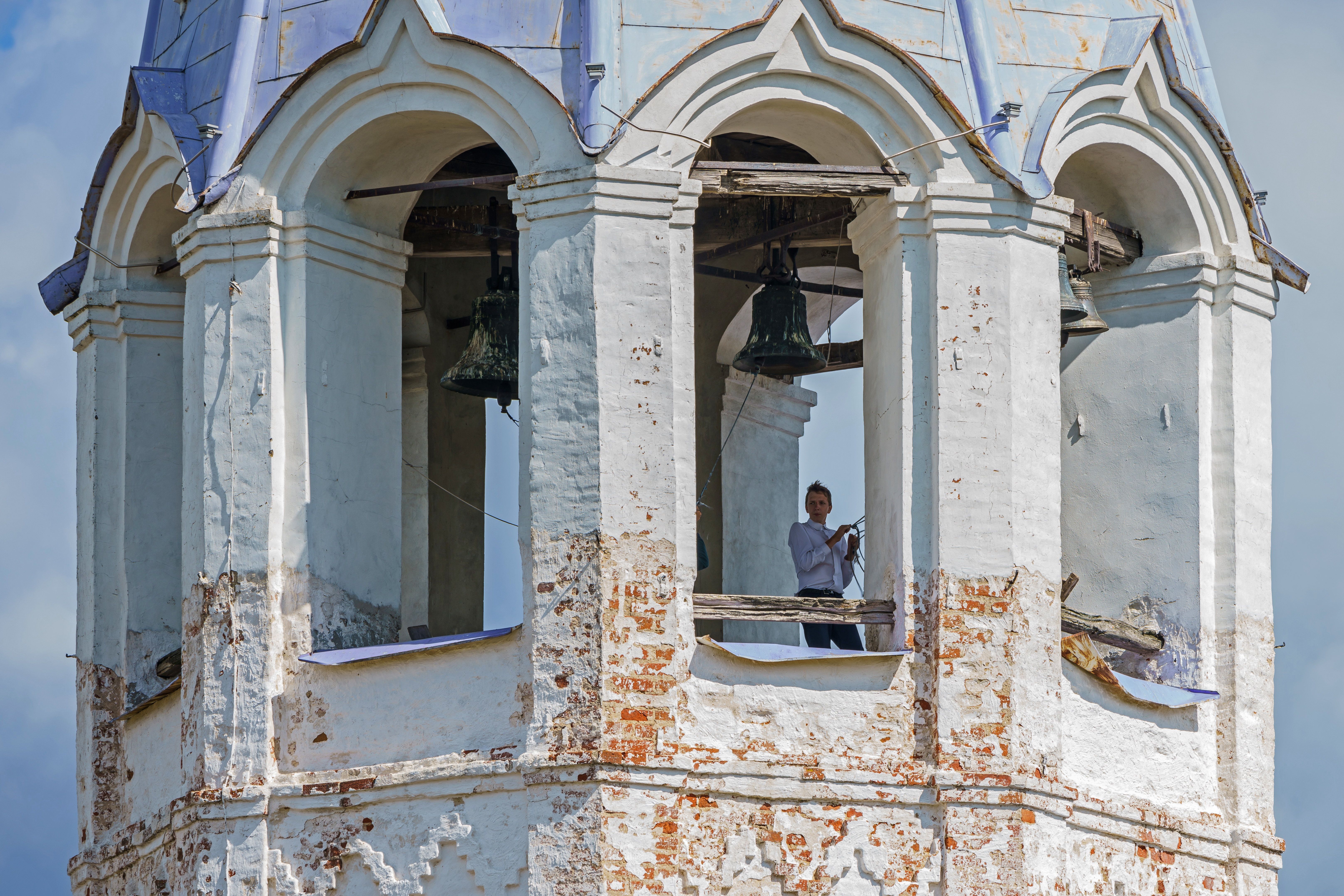
Фрагмент колокольни со звонарём

Тип церкви — четырёхстолпный. Невысокий аттиковый ярус повторяет в плане среднюю часть основания храма. Восточная стена прямоугольного алтаря с конусообразной кровлей скруглена. Храму присуща развёрнутая по оси структура внутреннего пространства с верхним пределом в виде лоджии при общей продольно-осевой симметрии здания.
Многие декоративные элементы храма характерны для стиля русского барокко. Окна отделаны в различной стилистике: полукруглые наличники — в аттике, оконные украшения с ушками и фартуками — в верхнем ярусе трапезной, трёхлопастное очелье — на крупных окнах фасадов четверика, алтаря и нижнем ярусе трапезной.
Колокольня украшена поясом ромбовидного узора под ярусом звона, высоту которого подчёркивают многоярусные ниши-ширинки с изразцами. Высокий цоколь храма украшен узким поясом поребрика. Архитектурные формы четверика, трапезной и алтаря подчёркнуты одиночными колонками и их пучками. Невысокий аттиковый ярус повторяет в плане среднюю часть основания храма.

## Интерьер

### Общая характеристика росписей
Росписи начала XIX века созданы в смешанной технике с использованием граффити. Росписи созданы в соавторстве московскими (П. и М. Сапожниковы) и палехскими (А. Беляев и С. Вечерин) мастерами. Впоследствии неоднократно поновлялись и реставрировались. Основные тона росписей мягкие, пастельные, сдержанные. Иконографическая программа типична для эпохи создания храма: квадратные и прямоугольные композиции написаны вплотную рядами. Заимствованные из немецких гравюр, они претерпели некоторые изменения: изображения кажутся более рельефными, фоны упрощены, количество фигур на заднем плане уменьшено.

### Главный иконостас
Общими чертами палехской иконописи являются смешение традиций писания, «пройменные иконы», схожие лики святых и цветные пробела, профессиональное владение рисунком, многофигурность композиций и стилистическая умеренность, песенный стиль и копирование западных мастеров, многоклеймовые иконы. Иконостас выполнен в начале XX века в самарской мастерской братьев И. В. и В. В. Белоусовых. Стилизован под барочный иконостас XVIII века. Иконы в нём также поздние при наличии нескольких подлинников соответствующей эпохи.

### Отдельные иконы
Среди других икон интересен «Спас в силах» XVIII века с геометрическим фоном, символизирующим земной и небесный мир, а также Благую весть. В клеймах храмовой иконы Смоленской Божьей Матери изображены Казанская и Владимирская иконы Божьей Матери, а также иконы иных церковных праздников и православных святых. Примечателен также достаточно редкий сюжет «Лествица Божественного восхождения» по книге Иоанна Лествичника. Также сохранилась деревянная скульптура «Христос в темнице» местного мастера.

## Приделы
- Главный придел во имя Воздвижения Честнаго и Животворящего Креста Господня
- Трапезные приделы:
  - правый в честь иконы Казанской Божией Матери
  - левый в честь святителя и чудотворца Николая
- Верхний придел — в честь Архистратига Михаила.

## Настоятели
- святой Иоанн Рождественский
- 1996—1998 — Савватий (Перепёлкин)

## Приписные храмы
К Крестоводвиженскому кафедральному собору приписано несколько храмов и часовен Палехского благочиния:
- Храм Преображения Господня, село Дорки Большие;
- Храм святителя и чудотворца Николая, село Дорки Большие;
- Храм Казанской иконы Божией Матери, село Тименка;
- Часовня преподобного Сергия Радонежского, деревня Пеньки;
- Часовня Святаго Духа, деревня Свергино[2].

## Галерея

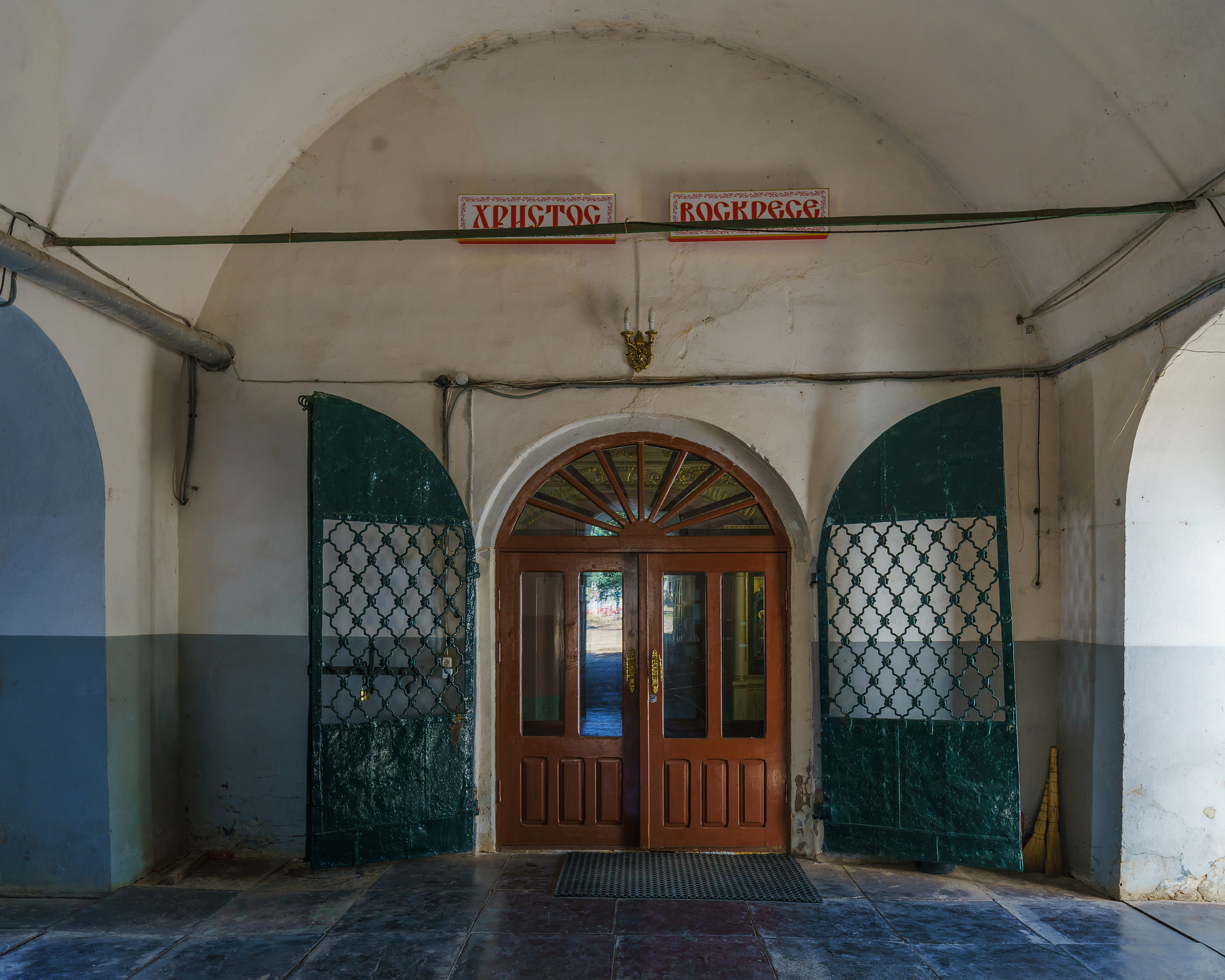
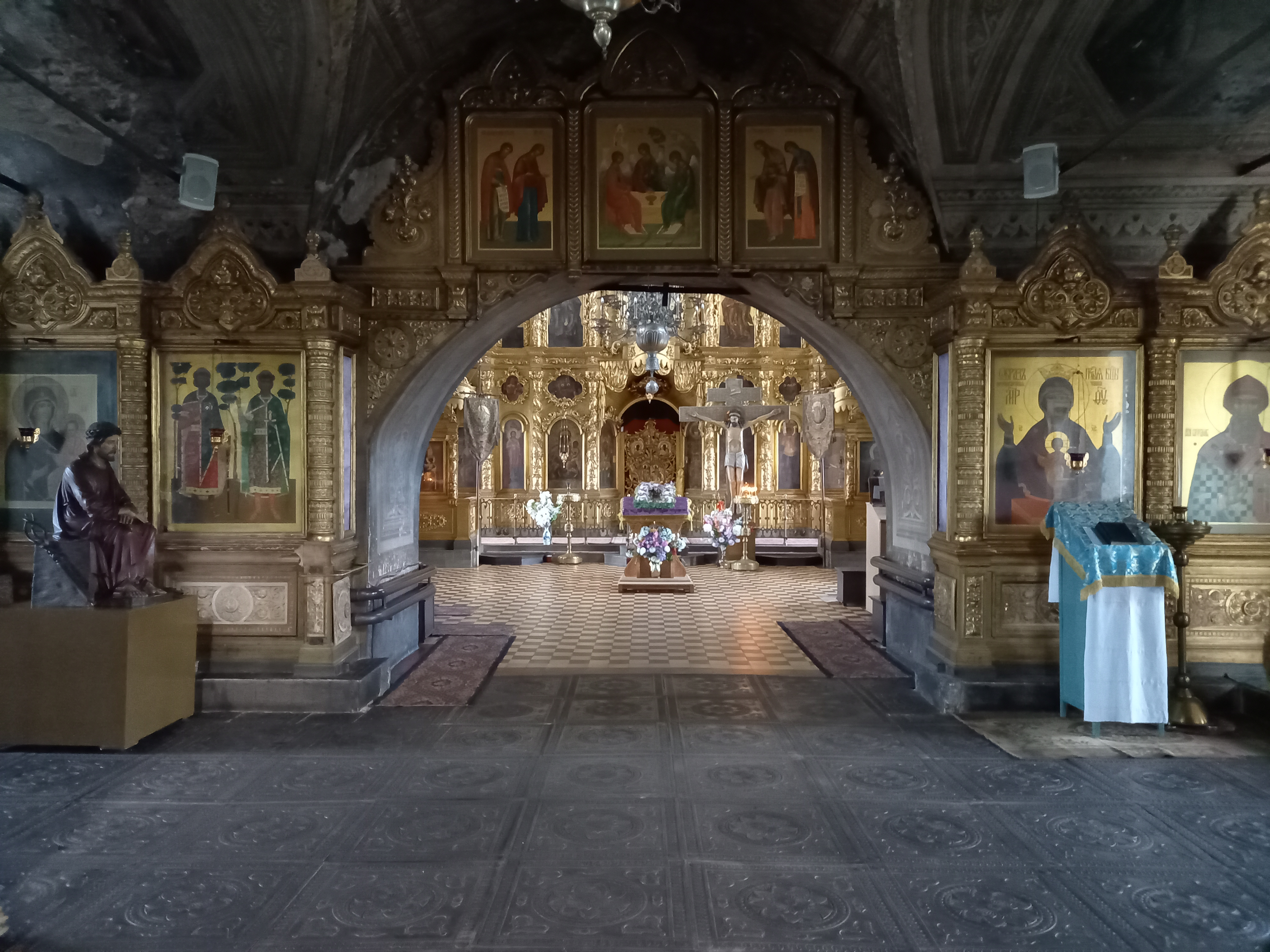
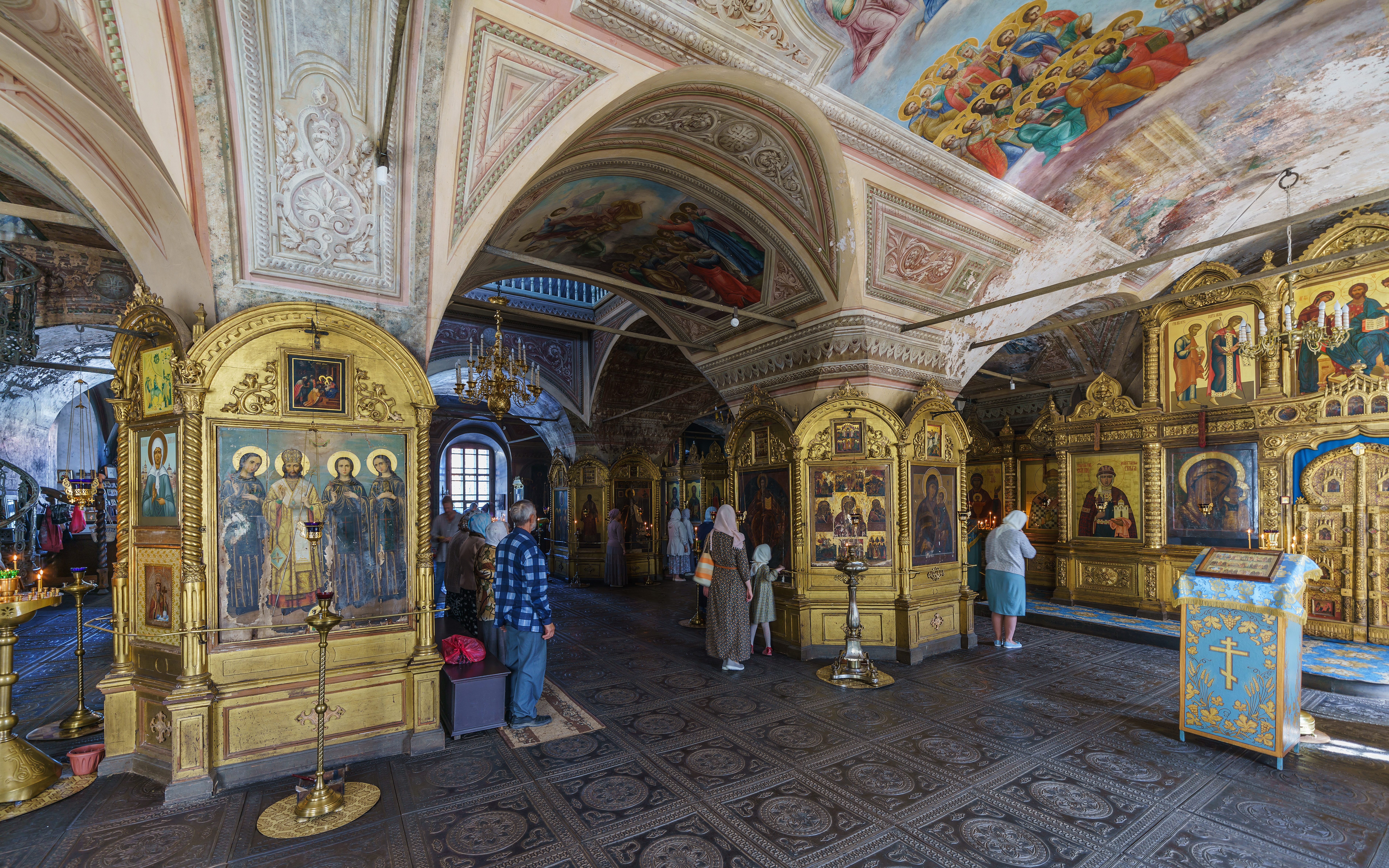
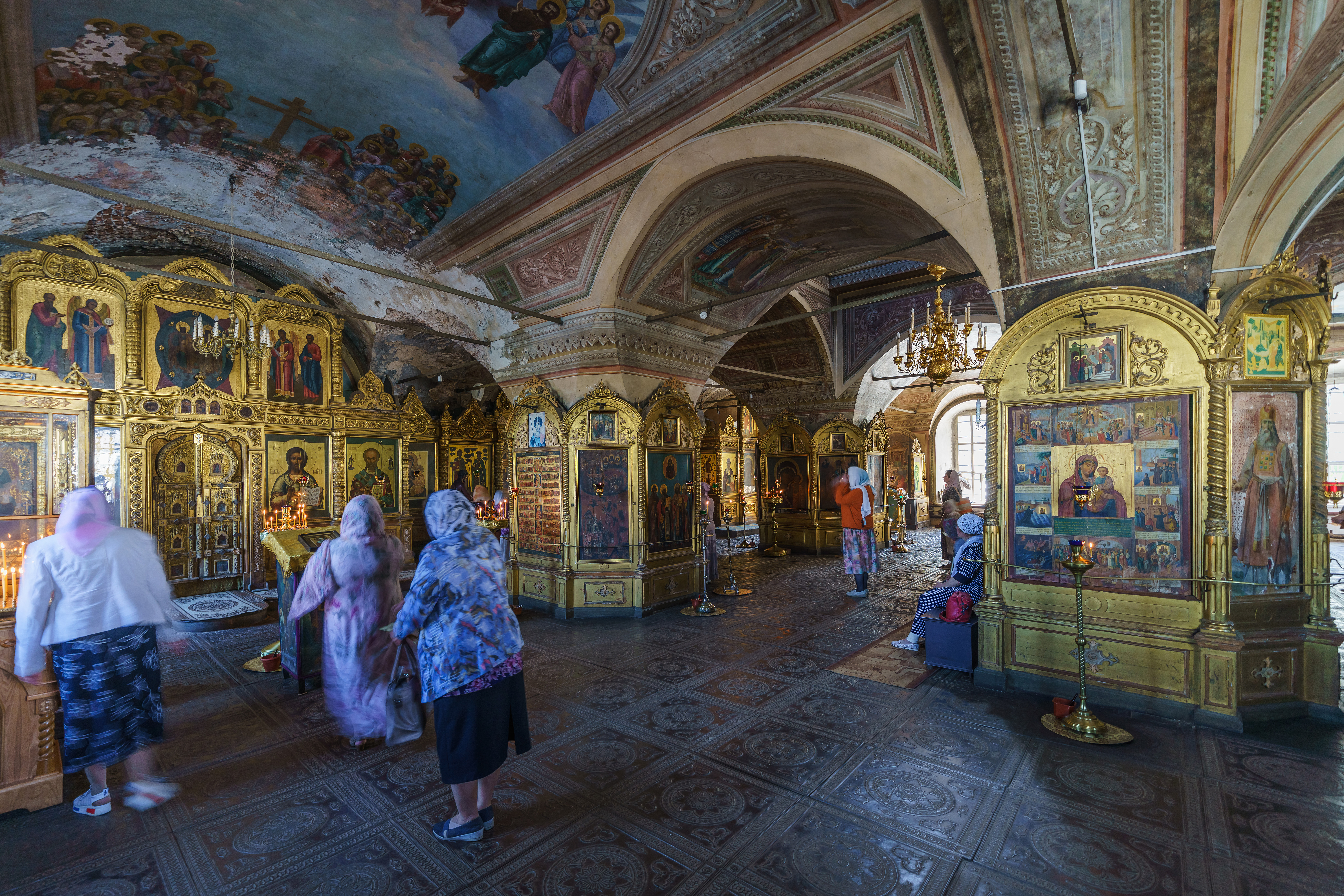
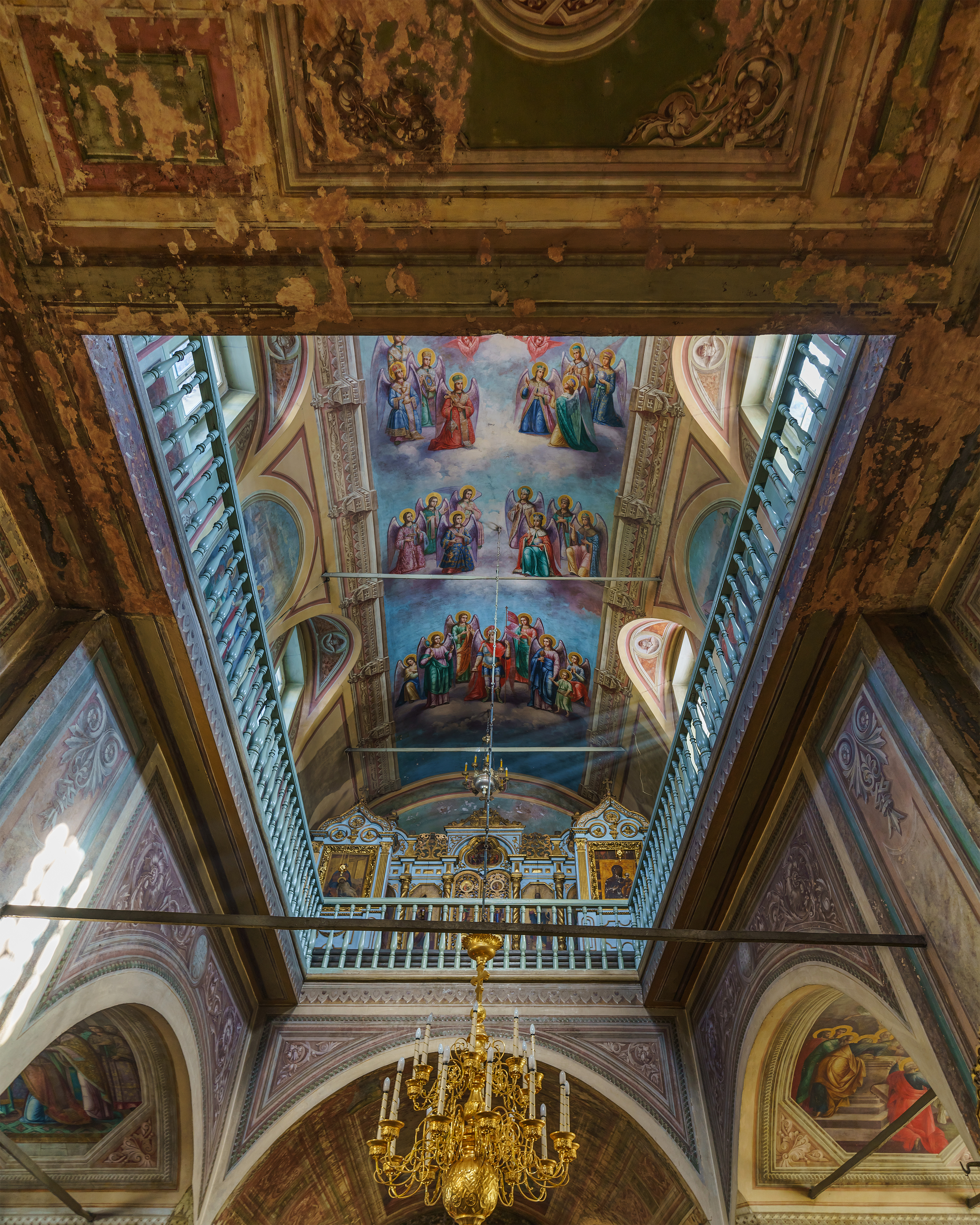
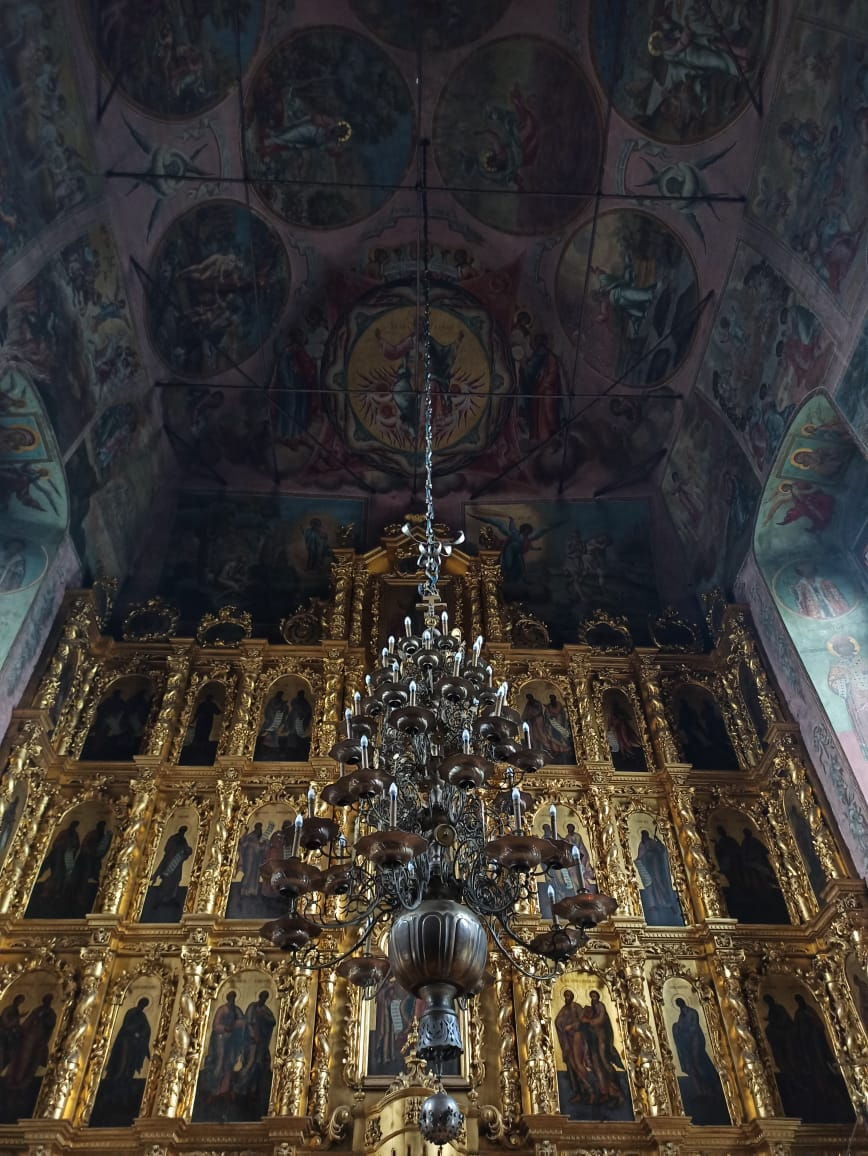
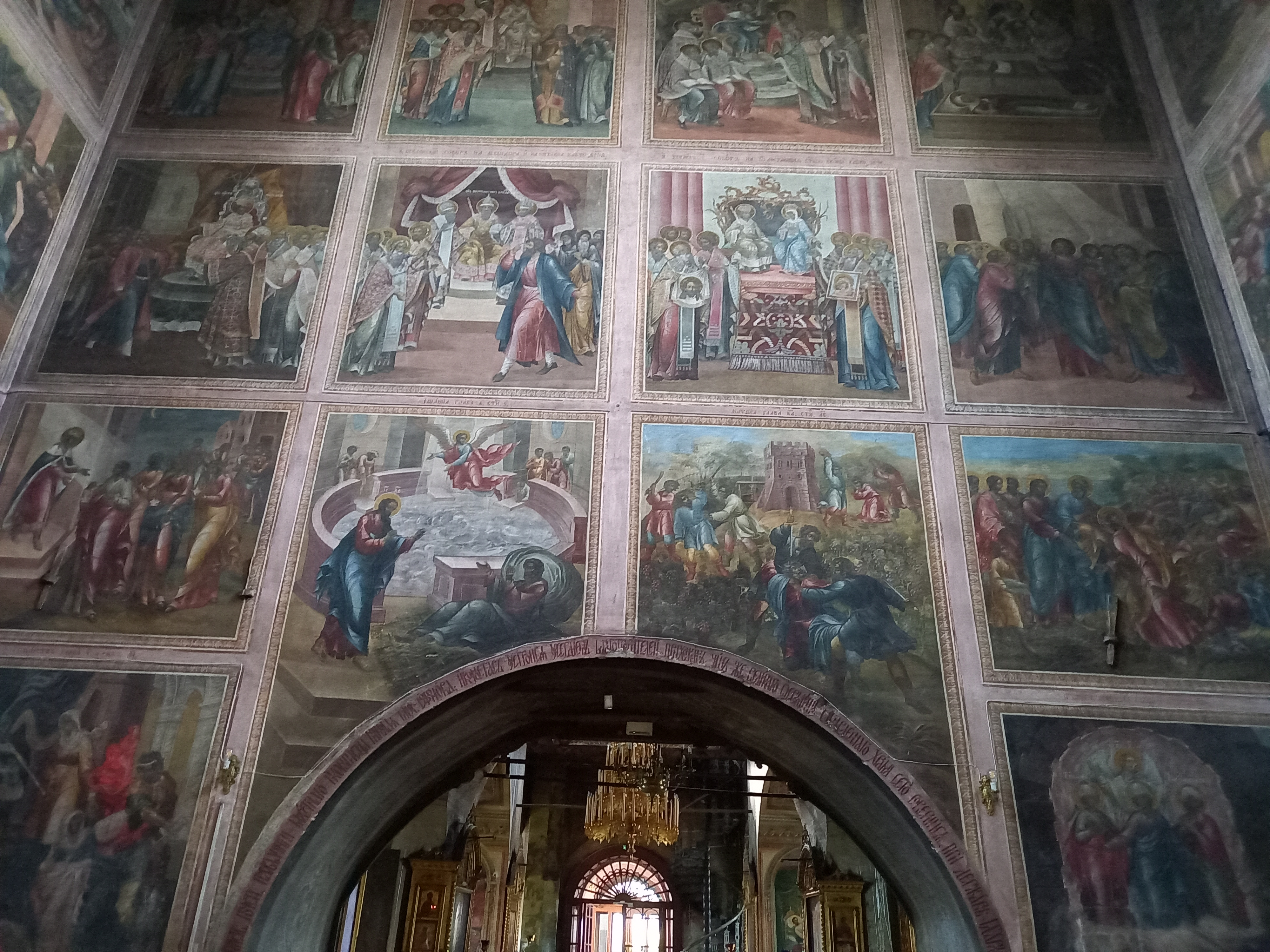